# Benedica Kwartemaa
Benedica Kwartemaa (* 27. November 2004 in Kumasi) ist eine ghanaische Leichtathletin, die sich auf den Sprint spezialisiert hat.

## Sportliche Laufbahn
Erste internationale Erfahrungen sammelte Benedica Kwartemaa bei den Jugendafrikameisterschaften in Abidjan, bei denen sie mit 25,33 s im Halbfinale im 200-Meter-Lauf ausschied. 2024 schied sie bei den Afrikaspielen in Accra mit 11,92 s im Semifinale über 100 Meter aus und kam in der 4-mal-100-Meter-Staffel im Vorlauf zum Einsatz und trug so zum Gewinn der Bronzemedaille durch das ghanaische Team bei.

## Persönliche Bestzeiten
- 100 Meter: 11,92 s (−1,5 m/s), 18. März 2024 in Accra
  - 60 Meter (Halle): 7,52 s, 26. Januar 2024 in State College
- 200 Meter: 24,50 s, 3. Februar 2024 in Boston